# Selecció de futbol de Corea del Sud
La selecció de futbol de Corea del Sud representa a Corea del Sud a les competicions internacionals de futbol. És controlada per l'Associació Sud-Coreana de Futbol.

## Participacions en la Copa del Món
Campions      Finalistes      Tercers      Quarts
Un requadre vermell indica que eren amfitrions del campionat.
| Historial a la Copa del Món | Historial a la Copa del Món                    | Historial a la Copa del Món                    | Historial a la Copa del Món                    | Historial a la Copa del Món                    | Historial a la Copa del Món                    | Historial a la Copa del Món                    | Historial a la Copa del Món                    | Historial a la Copa del Món                    |
| Edició                      | Ronda                                          | Posició                                        | PJ                                             | PG                                             | PE                                             | PP                                             | GF                                             | GC                                             |
| --------------------------- | ---------------------------------------------- | ---------------------------------------------- | ---------------------------------------------- | ---------------------------------------------- | ---------------------------------------------- | ---------------------------------------------- | ---------------------------------------------- | ---------------------------------------------- |
| 1930                        | No hi participà                                | No hi participà                                | No hi participà                                | No hi participà                                | No hi participà                                | No hi participà                                | No hi participà                                | No hi participà                                |
| 1934                        | No hi participà                                | No hi participà                                | No hi participà                                | No hi participà                                | No hi participà                                | No hi participà                                | No hi participà                                | No hi participà                                |
| 1938                        | No hi participà                                | No hi participà                                | No hi participà                                | No hi participà                                | No hi participà                                | No hi participà                                | No hi participà                                | No hi participà                                |
| 1950                        | No hi participà                                | No hi participà                                | No hi participà                                | No hi participà                                | No hi participà                                | No hi participà                                | No hi participà                                | No hi participà                                |
| 1954                        | Primera ronda                                  | 16s                                            | 2                                              | 0                                              | 0                                              | 2                                              | 0                                              | 16                                             |
| 1958                        | No se'ls permeté jugar la fase classificatòria | No se'ls permeté jugar la fase classificatòria | No se'ls permeté jugar la fase classificatòria | No se'ls permeté jugar la fase classificatòria | No se'ls permeté jugar la fase classificatòria | No se'ls permeté jugar la fase classificatòria | No se'ls permeté jugar la fase classificatòria | No se'ls permeté jugar la fase classificatòria |
| 1962                        | No s'hi classificà                             | No s'hi classificà                             | No s'hi classificà                             | No s'hi classificà                             | No s'hi classificà                             | No s'hi classificà                             | No s'hi classificà                             | No s'hi classificà                             |
| 1966                        | No hi participà                                | No hi participà                                | No hi participà                                | No hi participà                                | No hi participà                                | No hi participà                                | No hi participà                                | No hi participà                                |
| 1970                        | No s'hi classificà                             | No s'hi classificà                             | No s'hi classificà                             | No s'hi classificà                             | No s'hi classificà                             | No s'hi classificà                             | No s'hi classificà                             | No s'hi classificà                             |
| 1974                        | No s'hi classificà                             | No s'hi classificà                             | No s'hi classificà                             | No s'hi classificà                             | No s'hi classificà                             | No s'hi classificà                             | No s'hi classificà                             | No s'hi classificà                             |
| 1978                        | No s'hi classificà                             | No s'hi classificà                             | No s'hi classificà                             | No s'hi classificà                             | No s'hi classificà                             | No s'hi classificà                             | No s'hi classificà                             | No s'hi classificà                             |
| 1982                        | No s'hi classificà                             | No s'hi classificà                             | No s'hi classificà                             | No s'hi classificà                             | No s'hi classificà                             | No s'hi classificà                             | No s'hi classificà                             | No s'hi classificà                             |
| 1986                        | Primera ronda                                  | 20s                                            | 3                                              | 0                                              | 1                                              | 2                                              | 4                                              | 7                                              |
| 1990                        | Primera ronda                                  | 22s                                            | 3                                              | 0                                              | 0                                              | 3                                              | 1                                              | 6                                              |
| 1994                        | Primera ronda                                  | 20s                                            | 3                                              | 0                                              | 2                                              | 1                                              | 4                                              | 5                                              |
| 1998                        | Primera ronda                                  | 30s                                            | 3                                              | 0                                              | 1                                              | 2                                              | 2                                              | 9                                              |
| 2002                        | Quart lloc                                     | 4s                                             | 7                                              | 3                                              | 2                                              | 2                                              | 8                                              | 6                                              |
| 2006                        | Primera ronda                                  | 17s                                            | 3                                              | 1                                              | 1                                              | 1                                              | 3                                              | 4                                              |
| 2010                        | Vuitens de final                               | 15s                                            | 4                                              | 1                                              | 1                                              | 2                                              | 6                                              | 8                                              |
| 2014                        | Primera ronda                                  | 27s                                            | 3                                              | 0                                              | 1                                              | 2                                              | 3                                              | 6                                              |
| 2018                        | Primera ronda                                  | 19s                                            | 3                                              | 1                                              | 0                                              | 2                                              | 3                                              | 3                                              |
| 2022                        | Vuitens de final                               | 16s                                            | 4                                              | 1                                              | 1                                              | 2                                              | 5                                              | 8                                              |
| 2026                        | Pendent                                        | Pendent                                        | Pendent                                        | Pendent                                        | Pendent                                        | Pendent                                        | Pendent                                        | Pendent                                        |
| 2030                        | Pendent                                        | Pendent                                        | Pendent                                        | Pendent                                        | Pendent                                        | Pendent                                        | Pendent                                        | Pendent                                        |
| 2034                        | Pendent                                        | Pendent                                        | Pendent                                        | Pendent                                        | Pendent                                        | Pendent                                        | Pendent                                        | Pendent                                        |
| Total                       | Quart lloc                                     | Quart lloc                                     | 38                                             | 7                                              | 10                                             | 21                                             | 39                                             | 78                                             |

## Resultats a la Copa d'Àsia
- 1956 - Campió
- 1960 - Campió
- 1964 - Tercer lugar
- 1968 - No es classificà
- 1972 - Subcampió
- 1976 - No es classificà
- 1980 - Subcampió
- 1984 - Primera ronda
- 1988 - Subcampió
- 1992 - No es classificà
- 1996 - Quarts de final
- 2000 - Tercer lugar
- 2004 - Quarts de final
- 2007 - Tercer lugar
- 2011 - Tercer lugar
- 2015 - Subcampió
- 2019 - Quarts de final

## Equip
Els següents 23 jugadors han estat convocats per la Copa del Món 2014
| Dorsal | Posició | Jugador         | Data de naixement/edat | Partits | Gols | Club                 |
| ------ | ------- | --------------- | ---------------------- | ------- | ---- | -------------------- |
| 1      | POR     | Jung Sung-Ryong | 4 de gener de 1985     | 60      | 0    | Suwon Bluewings      |
| 21     | POR     | Kim Seung-Gyu   | 30 de setembre de 1990 | 5       | 0    | Ulsan Hyundai        |
| 23     | POR     | Lee Bum-Young   | 2 d'abril de 1989      | 0       | 0    | Busan IPark          |
| 2      | DEF     | Kim Chang-Soo   | 12 de setembre de 1985 | 8       | 0    | Kashiwa Reysol       |
| 3      | DEF     | Yun Suk-Young   | 13 de febrer de 1990   | 3       | 0    | Queens Park Rangers  |
| 4      | DEF     | Kwak Tae-Hwi    | 8 de juliol de 1981    | 34      | 5    | Al-Hilal             |
| 5      | DEF     | Kim Young-Gwon  | 27 de febrer de 1990   | 20      | 1    | Guangzhou Evergrande |
| 6      | DEF     | Hwang Seok-Ho   | 27 de juny de 1989     | 3       | 0    | Sanfrecce Hiroshima  |
| 12     | DEF     | Lee Yong        | 24 de desembre de 1986 | 11      | 0    | Ulsan Hyundai        |
| 20     | DEF     | Hong Jeong-Ho   | 12 d'agost de 1989     | 24      | 1    | Augsburg             |
| 22     | DEF     | Park Joo-Ho     | 16 de gener de 1987    | 13      | 0    | Mainz 05             |
| 7      | MIG     | Kim Bo-Kyung    | 6 d'octubre de 1989    | 27      | 3    | Cardiff City         |
| 8      | MIG     | Ha Dae-Sung     | 2 de març de 1985      | 13      | 0    | Beijing Guoan        |
| 13     | MIG     | Koo Ja-Cheol    | 27 de febrer de 1989   | 36      | 12   | Mainz 05             |
| 14     | MIG     | Han Kook-Young  | 19 d'abril de 1990     | 9       | 0    | Kashiwa Reysol       |
| 15     | MIG     | Park Jong-Woo   | 10 de març de 1989     | 10      | 0    | Guangzhou R&F        |
| 16     | MIG     | Ki Sung-Yueng   | 24 de gener de 1989    | 57      | 5    | Swansea City         |
| 17     | MIG     | Lee Chung-Yong  | 2 de juliol de 1988    | 54      | 6    | Bolton Wanderers     |
| 9      | DAV     | Son Heung-Min   | 8 de juliol de 1992    | 24      | 6    | Tottenham Hotspur    |
| 10     | DAV     | Park Chu-Young  | 10 de juliol de 1985   | 63      | 24   | Arsenal              |
| 11     | DAV     | Lee Keun-Ho     | 11 d'abril de 1985     | 63      | 18   | Sangju Sangmu        |
| 18     | DAV     | Kim Shin-Wook   | 14 d'abril de 1988     | 27      | 3    | Ulsan Hyundai        |
| 19     | DAV     | Ji Dong-Won     | 28 de maig de 1991     | 27      | 8    | Borussia Dortmund    |

## Entrenadors
- Park Chung-Hwi (1948)
- Lee Young Min (1948)
- Park Chung-Hwi (1948–1950)
- Kim Hwa-Jip (1952–1954)
- Lee Yoo-Hyung (1954)
- Kim Yong-Sik (1954)
- Park Chung-Hwi (1955)
- Lee Yoo-Hyung (1956)
- Kim Keun-Chan (1958)
- Chung Kook-Chin (1959)
- Kim Yong-Sik (1960)
- Wi Hye-Duk (1960)
- Lee Yoo-Hyung (1961)
- Li Jong-Kap (1961)
- Min Byung-Dae (1962)
- Chung Kook-Chin (1964)
- Hong Kun-Pyo (1965)
- Min Byung-Dae (1966)
- Jang Kyung-Hwan (1967)
- Park Il-Kap (1968)
- Kim Yong-Sik (1969)
- Kang Joon-Young (1969)
- Han Hong-Ki (1970–1971)
- Hong Deok-Young (1971)
- Park Byung-Suk (1971–1972)
- Ham Heung-Chul (1972)
- Min Byung-Dae (1972–1973)
- Choi Young-Keun (1974)
- Ham Heung-Chul (1974–1976)
- Moon Jung-Sik (1976)
- Choi Jung-Min (1977)
- Kim Jung-Nam (interí) (1977)
- Ham Heung-Chul (1978–1979)
- Jang Kyung-Hwan (1979–1980)
- Kim Jung-Nam (interí) (1980–1982)
- Choi Eun-Taek (1982-1983)
- Cho Yoon-Ohk (1983)
- Park Jong-Hwan (1983–1984)
- Moon Jung-Sik (1984–1985)
- Kim Jung-Nam (1985–1986)
- Park Jong-Hwan (1986–1988)
- Kim Jung-Nam (1988)
- Lee Hoe-Taik (1988–1990)
- Lee Cha-Man (1990)
- Park Jong-Hwan (1990–1991)
- Ko Jae-Wook (1991)
- Kim Ho (1992–1994)
- Anatoli Bixovets (1994–1995)
- Park Jong-Hwan (1995)
- Huh Jung-Moo (1995)
- Jung Byung-Tak (1995)
- Ko Jae-Wook (1995)
- Park Jong-Hwan (1996–1997)
- Cha Bum-Kun (1997–1998)
- Kim Pyung-Seok (interí) (1998)
- Huh Jung-Moo (1998–2000)
- Park Hang-Seo (interí) (2000)
- Guus Hiddink (2001–2002)
- Kim Ho-Gon (interí) (2002)
- Humberto Coelho (2003–2004)
- Park Sung-Hwa (interí) (2004)
- Jo Bonfrere (2004–2005)
- Dick Advocaat (2005–2006)
- Pim Verbeek (2006–2007)
- Huh Jung-Moo (2007–2010)
- Cho Kwang-Rae (2010–2011)
- Choi Kang-Hee (2011–2013)
- Hong Myung-Bo (2013-?)